# Bragasellus comasioides
Bragasellus comasioides là một loài chân đều trong họ Asellidae. Loài này được Magiez & Brehier miêu tả khoa học năm 2004.